# Ray Epps
Raymond Edward Epps jr., detto Ray (Amelia Courthouse, 20 agosto 1956), è un ex cestista statunitense, professionista nella NBA.

## Carriera
Venne selezionato dai Golden State Warriors al quinto giro del Draft NBA 1977 (104ª scelta assoluta).